# Dialetti basso-tedeschi occidentali
Il basso sassone o basso tedesco occidentale (nome nativo Nedersaksies, in tedesco Westniederdeutsch o Niedersächsisch, in olandese Nedersaksisch) è un ramo del gruppo linguistico basso-tedesco. Viene parlato in alcune parti della Germania del nord, in parti dello Schleswig-Holstein e nelle città di Amburgo, Dortmund, Essen, Münster, Brema e Hannover, nelle province nord-orientali dei Paesi Bassi, Groninga, Drenthe, Overijssel e parte della Gheldria, più alcune zone di confine della Danimarca.
All'interno di questa famiglia è possibile distinguere la famiglie delle lingue friso-sassoni, la quale è un gruppo di lingue che hanno subito una forte influenza dalle lingue frisoni. Il termine è stato coniato per una ricerca condotta sui dialetti delle lingue frisoni e delle lingue basso-tedesche e basso-franconi della regione storica della Frisia dal ricercatore olandese Johan Winkler e poi ripresa da altri studiosi.
La maggior parte delle lingue friso-sassoni sono parlate in aree in cui, a partire dal tardo medioevo, le lingue frisoni sono state gradualmente sostituite dal basso sassone, permanendo come substrato. La maggior parte dei dialetti del friso-sassone, quali la lingua basso-sassone della Frisia orientale e la lingua gronings, possiedono un substrato frisone orientale, mentre eccezioni a questa regola sono la lingua stellingwarfs e il Dithmarsch, che possiedono, rispettivamente, un substrato frisone occidentale e settentrionale.
Augustin Wibbelt, scrittore originario della Vestfalia, ha pubblicato le sue opere in questa lingua.

## Suddivisione
Qui è disponibile una suddivisione delle varianti del basso sassone. Il nome specifico di molte di queste lingue in italiano spesso non esiste, per cui vengono indicate con il nome in tedesco con una spiegazione tra parentesi in italiano.

### Westfälisch(Vestfalico)
Il vestfalico è parlato in Vestfalia e nella regione di Osnabrück (Germania).
Le città maggiori in cui viene parlato sono Dortmund (in vestfalico Düörpm), Essen, Bochum, Bielefeld e Gelsenkirchen (in vestfalico Gelsenkiärken).
Fra i dialetti tedeschi è uno di quelli parlati dal maggior numero di persone e influenza molto anche il tedesco standard parlato in Vestfalia: a titolo di esempio si cita l'utilizzo del termine plästern per piovere e di dat come articolo neutro. Un altro elemento basso sassone è la pronuncia della g finale in modo analogo al tedesco ch, per esempio nelle parole König e Tag (in italiano rispettivamente: re e giorno).
Il vestfalico può essere distinto nelle seguenti varianti dialettali:
- l'Ostwestfälisch, parlata da un numero esiguo di persone a Bielefeld ed in altri comuni circostanti;
- il Südwestfälisch parlata in Vestfalia, nello Sauerland, nella regione della Ruhr (a Gelsenkirchen e Kirchhellen). Fino al XIX secolo era parlato anche nelle città di Essen, Wuppertal e Radevormwald in Renania.

### Westniederdeutsch
Tra le varianti sono:
- il Münsterländisch, parlata a Münster, Steinfurt e in altri comuni tedeschi limitrofi;
- il Westmünsterländisch, parlata a Bocholt (Germania), Borken e in altri comuni tedeschi limitrofi;

### Ostfälisch(Ostfalico)
L'ostfalico è parlato in Bassa Sassonia e nella Sassonia-Anhalt (Germania).
Le più grandi città in cui viene parlato sono Hannover, Magdeburgo (in basso tedesco Meideborg) e Brunschweig (in basso tedesco: Brunswiek).
L'ostfalico può essere distinto nelle seguenti varianti dialettali, tutte poco usate:
- l'Heideostfälisch, parlato prevalentemente nella Bassa Sassonia centrale;
- l'Elbostfälisch, parlato prevalentemente nella Sassonia-Anhalt settentrionale;
- il Göttingisch-Grubenhagensch, parlato prevalentemente nella Bassa Sassonia meridionale;
- il Kernostfälisch, parlato prevalentemente nella Bassa Sassonia meridionale e più specificatamente dal XIX secolo nelle aree di Gifhorn, Oschersleben, Hildesheim, Seesen e Halberstadt.

### NordniedersächsischoNordniederdeutsch(Basso sassone settentrionale)
Il basso sassone settentrionale (Noordneddersassisch in basso sassone) è la maggiore variante del dialetto basso sassone. Viene parlato in Bassa Sassonia, a Brema, nello Schleswig-Holstein e ad Amburgo (Germania). Una sua variante è parlata nello Jylland (Danimarca).
Klaus Groth, scrittore, ha pubblicato i suoi scritti in questo dialetto.
Il basso sassone settentrionale può essere distinto nelle seguenti varianti dialettali:
- Dithmarsch;[5]
- Ollnborger Platt, parlato a Brema e in Bassa Sassonia;
- Sleswigsch, parlato nello Schleswig-Holstein (Germania) e nello Jylland (Danimarca);
- Holsteener Platt, parlato nello Schleswig-Holstein;
- Nordhannoversch, parlato in Bassa Sassonia;
- Lingua basso-sassone della Frisia orientale (Ostfräisk plat), parlata in Bassa Sassonia (Frisia Orientale);
- Emslänner Platt.

### Nederlands nedersaksisch(Basso sassone olandese)
Il basso sassone olandese è un derivato del basso sassone parlato nei Paesi Bassi. Dal 1998 è tutelato come lingua regionale dell'Unione europea.
I comuni maggiori dove si parla sono Enschede, Zwolle, Apeldoorn ed Emmen.
Il basso sassone olandese si divide in molte varianti, ognuna delle quali parlata prevalentemente nella quasi omonima città:
- Lingua gronings
- Westerwolds
- Lingua drèents
- Lingua tweants
- Twents-Graafschaps
- Lingua stellingwarfs
- Veenkoloniaals
- Gelders-Overijssels en Urks
- Lingua achterhoeks
- Lingua sallaands
- Lingua veluws
  - Noord-Veluws
  - Oost-Veluws
- Kollumerlands

### Missingsch
Missingsch non è una variante del basso sassone. È una mescolanza di basso sassone e tedesco standard. Viene parlata a Bielefeld, Brema, Amburgo ed altri comuni tedeschi.